# آبولیتس
آبولیتس (به یونانی: Ἀβουλίτης) (مرگ پیرامون ۳۲۴ پیش از میلاد) ساتراپ شوش در زمان داریوش سوم بود.
پس از نبرد گوگمل در ۳۳۱ پیش از میلاد، اسکندر مقدونی به‌سرعت بر میان‌رودان چیره‌شد. پس از این رویداد آبولیتس تصمیم گرفت که به اسکندر تسلیم شود، پس پسرش را به نمایندگی از خود به نزد اسکندر فرستاد. سقوط شوش -که یکی از پایتخت‌های هخامنشی بود- گنج عظیمی بالغ بر ۵۰ هزار تالان شمش نقره را به دست مقدونیان انداخت. همچنین پاره‌ای از غنائمی را که خشایارشا از یونانیان گرفته بود- از جمله پاره‌ای آثار هنری- به دست اسکندر افتاد. به پاس این خدمات آبولیتس در مقام ساتراپی خود ابقا شد.
آبولیتس تا ۳۲۴ پیش از میلاد که اسکندر از لشکرکشی به هند بازمی‌گشت در همین مقام بود. در این زمان ظاهراً به دلیل کوشش برای رسیدن به استقلال یا سوءاستفاده از قدرت، اسکندر او و پسرش را بازداشت کرده و اعدام نمود.
با اینکه نام پسر آبولیتس -هوخشثره- مشخصاً ایرانی و زرتشتی است، ولی پاره‌ای تبار او را ایلامی انگاشته‌اند.